# Panfilo Gentile
Panfilo Gentile (L'Aquila, 28 maggio 1889 – Roma, 6 luglio 1971) è stato un giornalista, scrittore e politico italiano.
(Panfilo Gentile, Democrazie mafiose)

## Biografia
Dopo essersi laureato in giurisprudenza, divenne libero docente di filosofia del diritto che insegnò nelle università di Bologna e Napoli. Tra il 1911 e il 1913 collaborò con il periodico L'Unità, settimanale di cultura e politica di orientamento federalista, fondato e diretto da Gaetano Salvemini e con il quotidiano socialista l'Avanti!.
Con lo scoppio della prima guerra mondiale, aderì alle tesi neutraliste, esprimendosi contro la partecipazione italiana al conflitto.
Nel primo dopoguerra si trasferì a Roma e divenne critico letterario per il quotidiano cittadino Il Paese di Francesco Ciccotti, giornale in polemica con il Popolo d'Italia di Mussolini.
 In quegli anni, accantonati gli argomenti giuridici che erano stati oggetto delle sue prime pubblicazioni, iniziò ad interessarsi alla storia delle religioni e poi alle origini del cristianesimo. Nel 1923 pubblicò, per l'editore Laterza, il Sommario d'una filosofia della religione.
Ostile al regime fascista, nel 1925 aderì al Manifesto degli intellettuali antifascisti, redatto da Benedetto Croce. Dopo aver abbandonato la carriera universitaria, esercitò l'avvocatura difendendo, tra gli altri, alcuni imputati presso il Tribunale speciale fascista.
Dopo la seconda guerra mondiale tentò, con scarsa fortuna, anche la via della politica convergendo nel Movimento Liberale Indipendente, costola sinistra del PLI. L'avventura durò circa tre anni, quando i due schieramenti si ricomposero sotto le insegne originarie del Partito liberale italiano, di cui fu segretario insieme a Mario Ferrara e a Manlio Lupinacci, chiamati scherzosamente "la Trimurti". Montanelli li prendeva amabilmente in giro dicendo che, nella sede di via del Pozzetto, a Roma, accettavano l'iscrizione al partito di chiunque sapesse giocare a tressette, stanchi com'erano di giocare sempre "col morto".
Fin dalle origini, collaborò con il quotidiano Risorgimento Liberale sorto nell'agosto del 1943, subito dopo la caduta del regime fascista in seguito all'approvazione dell'ordine del giorno Grandi. La collaborazione con il quotidiano proseguì sino al novembre del 1947, quando nel congresso del Partito liberale prevalse, con l'opposizione della corrente di sinistra, alla quale faceva riferimento Gentile, la linea favorevole all'alleanza con il "Fronte dell'Uomo Qualunque" di Giannini. Gentile, insieme con Pannunzio, Carandini e altri, lasciò il partito e il quotidiano.

Dal 1949 al 1951 fece parte della redazione del settimanale Il Mondo, diretto da Mario Pannunzio, pubblicando articoli di carattere culturale e politico, firmati, questi ultimi, con lo pseudonimo di Averroè. Nel 1952, per alcuni mesi, assunse la direzione del quotidiano fiorentino La Nazione, succedendo a Sandro Volta. Successivamente, fino al 1966, collaborò, su invito di Mario Missiroli, con il Corriere della Sera.
Sulle pagine del quotidiano milanese, ebbe modo di esprimersi contro la cosiddetta "apertura a sinistra", ovvero il tentativo di includere il Partito Socialista nella maggioranza di governo, allontanandolo dall'alleanza con i comunisti, e contro l'intervento dello Stato nell'economia.
Nel 1965 pubblicò il pamphlet Polemica contro il mio tempo in cui si scagliava contro l'egemonia della sinistra in Italia. Nel 1966 decise di lasciare il Corriere della Sera in seguito alla virata a "sinistra" della testata milanese. Da questo momento cominciò a collaborare con il settimanale di destra Lo Specchio e a pubblicare i suoi libri con l'editore Giovanni Volpe. In Democrazie mafiose (1969) criticò il movimento del Sessantotto e ne indicò l'origine nell'assenza di ideali e nell'applicazione errata della democrazia. Nel libro definì Sartre un "filosofo impostore" e Marcuse un "livido polemista".

## La polemica contro la partitocrazia
Personalità di stampo liberal-conservatore, Gentile per tutto il Novecento si eresse a voce critica contro i regimi di massa, in particolar modo fu un attento lettore, per certi versi anche anticipatore, della partitocrazia, già da allora paventata. Emblematico al riguardo il suo saggio Democrazie mafiose, del 1969, esame sulla decomposizione dei partiti a nicchie di potere.
Cercò in quel trattato di dimostrare che tutte le democrazie sono necessariamente mafiose perché tutte, vengono governate da elites demagogiche, che ammaliano le masse soltanto per conservare tenacemente il potere a loro profitto. Dove il termine "mafiose" verso organismi ed istituzioni era da intendere come la vittoria degli interessi di parte e corporativi sull'interesse generale. Gentile affermò anche che il sapere non è mai democratico e non può che fondarsi sull'auctor e sul rapporto gerarchico tra l'insegnante e lo studente.

## Neologismi
A Panfilo Gentile è attribuita la creazione del neologismo "sottogoverno".

## Opere
- Per una concezione etico-giuridica del socialismo secondo i principi dell'idealismo critico, Bologna, Zanichelli, 1913.
- Sulla dottrina del contratto sociale. Appunti storico-critici, Bologna, Zanichelli, 1913.
- Per una concezione etico-giuridica del socialismo secondo i principi dell'idealismo critico, Bologna, Zanichelli, 1913.
- L'opera di Gaetano Filangieri, Bologna, N. Zanichelli, 1914.
- L' essenziale della filosofia del diritto, L'Aquila, Vecchioni, 1919.
- Sommario d'una filosofia della religione, Bari, Laterza, 1923.
- L'ideale di Israele. I profeti, il legalismo, l'individualismo, l'apocalisse, Gesù, il mito cristiano, Bari, Laterza, 1931.
- La crisi e i valori dell'italianità. Discorsi di E. Buonaiuti, P. Gentile, L. Salvatorelli, G. Valentini, Milano, Bocca, 1944.
- Il Cristianesimo dalle origini a Costantino, Firenze, F. Le Monnier, 1946. Seconda edizione: Storia del cristianesimo. Dalle origini a Teodosio, Milano, Rizzoli, 1969; ripubblicata da Rizzoli nel 1975.
- Cinquanta anni di socialismo in Italia, Milano, Longanesi & C., 1947.
- Il genio della Grecia, Roma, Editrice Faro, 1947.
- Da Depretis a Giolitti, in Panfilo Gentile ed altri, Saggi storici sul liberalismo italiano, Perugia, Historia editrice, 1953.
- L'idea liberale, Milano, Garzanti, 1955.
- Polemica contro il mio tempo, Roma, G. Volpe, 1965.
- Opinioni sgradevoli, introduzione di Mario Missiroli, Roma, G. Volpe, 1968.
- Democrazie mafiose, Roma, G. Volpe, 1969; Gianfranco de Turris (a cura di), introduzione di Sergio Romano, Firenze, Ponte alle Grazie, 1997.